# Liste des sites Ramsar à la Barbade
Cet article recense les zones humides de la Barbade concernées par la convention de Ramsar.

## Statistiques
La convention de Ramsar est entrée en vigueur à la Barbade le 12 avril 2006.
En janvier 2020, le pays compte 1 site Ramsar, couvrant une superficie de 0,33 km2.

## Liste
| Site                       | 0             | Notes | Date             | Superficie (km²) | Altitude (m) | Identifiant Ramsar | Identifiant WDPA | Coordonnées                         | Photo |
| -------------------------- | ------------- | ----- | ---------------- | ---------------- | ------------ | ------------------ | ---------------- | ----------------------------------- | ----- |
| Marais de Graeme Hall (en) | Christ Church |       | 12 décembre 2005 | 0,3323           | 0            | 1591               | 902804           | 13° 04′ 01″ nord, 59° 34′ 59″ ouest |       |